# 前肛發光鯛
前肛發光鯛為輻鰭魚綱鱸形目鱸亞目發光鯛科的一種，為熱帶海水魚，分布於中西太平洋菲律賓海域，體長可達13.2公分，棲息在大陸棚水域，生活習性不明。

## 擴展閱讀
維基物種上的相關：前肛發光鯛